# Carlos Magalhães de Azeredo

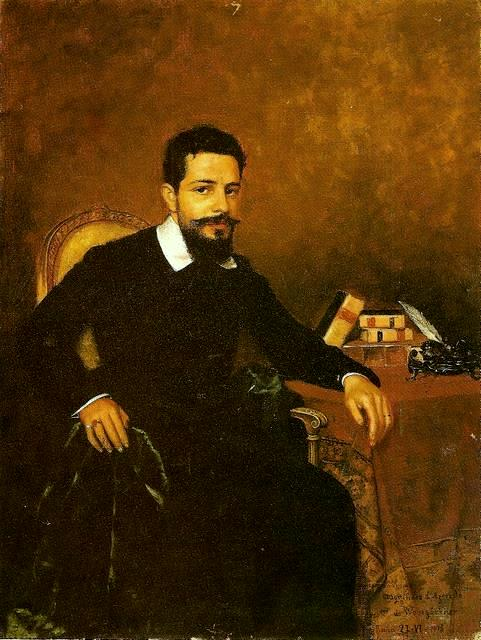
Carlos Magalhães de Azeredo, Porträt von Pedro Weingärtner, 1903

Carlos Magalhães de Azeredo (* 7. September 1872 in Rio de Janeiro; † 4. November 1963 in Rom) war ein brasilianischer Diplomat, Rechtsanwalt, Journalist und Schriftsteller.

## Leben
Carlos Magalhães de Azeredo war ein Sohn von Leopoldina Magalhães de Azeredo und Carlos Magalhães de Azeredo († Juni 1872). Von 1879 bis 1880 studierte er in Porto am Colégio de São Carlos, später auf dem Colégio São Luís in Itu. 1884 schrieb er den Gedichtband "Inspirações da Infância". 1889 korrespondierte er mit Joaquim Maria Machado de Assis, der sein literarisches Talent erkannte. Von 1888 bis 1893 erwarb er den Bachelor of Laws an der Faculdade de Direito da Universidade de São Paulo. 1895 trat er in den auswärtigen Dienst des Itamaraty und veröffentlichte Artikel in den Zeitungen von São Paulo und Rio de Janeiro.

## Diplomatische Karriere
Von 1895 bis 1896 war er Gesandtschaftssekretär Zweiter Klasse in Montevideo und von 1895 bis 1896 beim Heiligen Stuhl. 1901 wurde er zum  Gesandtschaftssekretär Erster Klasse und 1911 zum Gesandtschaftsrat befördert. 1912 war er Ministerresident in Havanna und war bei Regierungen in Zentralamerika akkreditiert. Von 1913 bis 1914 war er Ministerresident in Athen. Von 1914 bis 1934 leitete er die Auslandsvertretung beim Heiligen Stuhl, die 1919 zur Botschaft aufgewertet wurde.
Nachdem er in den Ruhestand versetzt worden war, lebte er in Rom, wo sich sein Wohnsitz zu einem Treffpunkt von brasilianischen Intellektuellen in Italien entwickelte. Er gehörte zu den Gründern der Academia Brasileira de Letras und war von 1897 bis 1963 Mitglied auf dem neunten Stuhl. Er war ein Mitglied des brasilianischen historischen und geographischen Institutes, der International Academy of Diplomacy und dem Institut für Coimbra. Sein literarisches Werk ist umfangreich und in Brasilien nahezu unbekannt. Itamar Franco, der Botschafter in Rom war, machte seine Aufzeichnungen ausfindig und konnte sie im Dezember 2003 der Academia Brasileira de Letras übergeben.

## Veröffentlichungen
- Alma primitiva, Erzählungen, 1895.
- José de Alencar, ensaio, 1895.
- Procelárias, Gedichte, 1898.
- Portugal no Centenário das Índias, Gedichte, 1898.
- Baladas e Fantasias, Erzählungen, 1900.
- O Poema da Paz, na Aurora do Século XX, 1901.
- Homens e Livros, Essay, 1902.
- Horas Sagradas, Gedichte, 1903.
- Odes e Elegias, Gedichte, 1904.
- O Hino de Púrpura, Gedichte, 1906.
- Quase Parábola, Erzählungen, 1913.
- Vida e Sonho, Gedichte, 1919.
- A Volta do Imperador, Gedichte, 1920.
- Laudes do Jardim Real de Atenas, Gedichte, 1921.
- Ariadne, Erzählung, 1922.
- Casos do Amor e do Instinto, Erzählungen, 1924.
- O Eterno e o Efêmero, Erzählungen, 1936.